# Eunice Enríquez
María Eunice Enríquez Cottón (Ciudad de Guatemala, 24 de junio de 1976) es una bióloga, conservacionista guatemalteca. El recorrido científico de Enríquez se enfoca en abordar temas de, ecología, seguridad alimentaria y biodiversidad a través de sus estudios en la polinización por abejas silvestres, realiza hallazgos en cuanto a su relación con el paisaje; así como el estudio de la diversidad, uso y conservación de las mismas. Fundadora de la Unidad de Investigación para el conocimiento, uso y valoración de la Biodiversidad en el Centro de Estudios Conservacionistas.

## Trayectoria académica
Nació en la Ciudad de Guatemala, su infancia y adolescencia la vivió en Mazatenango, Suchitepéquez. En 2000 se graduó de bióloga en la Facultad de Ciencias Químicas y Farmacia de la Universidad de San Carlos de Guatemala. Como estudiante fue auxiliar de cátedra de la carrera de Biología e inició como auxiliar de investigación en el Laboratorio de Entomología Aplicada y Parasitología –LENAP- de la misma escuela, donde continuó su carrera de investigadora durante 10 años más.[cita requerida]
En 2002 obtuvo una plaza de profesora a indefinido en el Programa de Experiencias Docentes con la Comunidad –EDC- de la Facultad de Ciencias Químicas y Farmacia de la USAC; y en 2007 completó su tiempo como investigadora del Centro de Estudios Conservacionistas -CECON-. En esta unidad colaboró con otros miembros en temas interdisciplinarios destinados a la investigación de los mejores procedimientos para la Conservación de los Ecosistemas de la Nación. En 2010 fundó la Unidad de Investigación para el conocimiento, uso y valoración de la Biodiversidad, en el Cecon. En el mismo año fundó la Colección de Abejas nativas de Guatemala -CANG-, ubicada también en el Cecon.  
En los últimos años, su nombre ha sido mencionado en controversias relacionadas con la gestión de colecciones científicas dentro de la USAC. De acuerdo con denuncias de miembros de la comunidad científica y académica, Enríquez estaría implicada en la reubicación no autorizada de la colección de Hymenoptera, originalmente resguardada en la Colección de Entomología de la Facultad de Ciencias Químicas y Farmacia, hacia instalaciones del CECON. Esta reubicación se habría realizado sin cumplir con los protocolos técnicos necesarios para garantizar la conservación de la colección, lo que habría resultado en daños importantes debido a condiciones inadecuadas, incluyendo inundaciones recurrentes reportadas desde el año 2005.
En 2017 se graduó de Doctora en Ciencias por la Universidad Autónoma de México, por medio de un convenio de colaboración entre la USAC y la UNAM, que ella misma ayudó en su conformación, siendo el enlace entre ambas universidades. En el 2019 fue directora del Instituto de Investigaciones Químicas y Biológicas de la Facultad de Ciencias Químicas y Farmacia de la Universidad de San Carlos de Guatemala, donde se encuentra actualmente.
A lo largo de su carrera científica y académica ha obtenido 21 subvenciones para investigación y participado como investigadora asociada en otras 10 investigaciones. Cuenta con más de 60 publicaciones, incluyendo artículos en revistas internacionales, nacionales, memorias de congresos, y documentos de difusión de la ciencia.  
Su labor como divulgadora científica y de investigación ha producido más de 40 actividades científico-académicas para el fortalecimiento de la docencia e investigación, entre las cuales destacan la organización de congresos, simposios, cursos de capacitación y actividades de educación ambiental; así como la creación de la revista científica Ciencia y conservación y concretar el programa de doctorado en ciencias biológicas entre la UNAM y la USAC. Así mismo, ha participado en la elaboración de planes y estrategias para la conservación de polinizadores y abejas nativas. En el ámbito de transferencia de conocimiento científico ha asesorado a asociaciones de criadores de abejas nativas y empresas para la comercialización de los productos de las colmenas de las abejas sin aguijón.
Como integrante del Consejo Superior Universitario (CSU) en las elecciones de rector del 2022 como Docente de Ciencias Químicas y Farmacia, en donde votó para agilizar el proceso de elección de rector así como para que este se realizara en el Parque de la Industrial en la Ciudad de Guatemala. Hasta el 2025, Eunice continúa ocupando el cargo como parte del consejo superior Universitario fuera del plazo para el cual fue electa. 

## Publicaciones científicas

### Revistas Indexadas
- Effect of pan trap size on the diversity of sampled bees and abundance of bycatch. Gonzalez V., A. L. Osborn, E. R. Brown, C. R. Pavlick, E. Enríquez, T. Tscheulin, T. Petanidou, J. M. Hranitz, J. F. Barthell. Journal of Insect Conservation, 2020, 1-12. https://doi.org/10.1007/s10841-020-00224-4
- Population genetics of traditional landraces of Cucurbita pepo L., 1753 in the cloud forest in Baja Verapaz, Guatemala. E. Enríquez, P. Landaverde, R, Lima, E. Solórzano, R. Tapia, J. Nuñez. Genetic Resource and crop evolution, 2017, 65:979-991. https://doi.org/10.1007/s10722-017-0589-y
- Fragmentation in the clouds? The population genetics of the native bee Partamona bilineata (Hymenoptera: Apidae: Meliponini) in the cloud forests of Guatemala. Landaverde-González, P., E. Enríquez, M.A. Ariza, T. Murray, R.J. Paxton, and M. Husemann. Conservation Genetics, 2017, 18(3): 631-643. https://doi.org/10.1007/s10592-017-0950-x
- Especies del género Cucurbita y sus abejas especialistas en Guatemala. Enríquez E., R. Ayala, J. Nuñez. Revista Notas Apícolas,2016, 16:11-16
- Alpha and beta diversity of bees and their pollination role on Cucurbita pepo L. (Cucurbitaceae) in the Guatemalan cloud forest. Enríquez E., R. Ayala, V.H. Gonzáles and J. Nuñez-Farfán. The pan-pcific entomologist, 2015, 91(3):211-222. https://doi.org/10.3956/2015-91.3.211
- The incidence of three honey bee viruses in collapsing colonies in Guatemala. Landaverde P., E. Escobedo, C. Calderón, E. Enríquez & C. Monroy. Journal of Apiculture Research, 2012, 51(1):133-135. https://doi.org/10.3896/IBRA.1.51.1.16
- Caracterización de mieles de Melipona beecheii y Melipona Solani de Guatemala. Gutiérrez MG., E. Enríquez, L. Lusco, A. Rodríquez-Malaver, L. Perssano y P. Vit. Revista Facultad de Farmacia, 2008, 50 (1): 2-6. Venezuela.[6]
- Intraspecific variation in the stingless bee Melipona beecheii assessed with PCR-RFLP of the ITS1 ribosomal DNA. May-Itzá W., J. Quezada-Euán, E. Enríquez, P. De la Rúa. Apidologie 40, 2009, 549–555. https://doi.org/10.1051/apido/2009036
- Caracterización fisicoquímica y antibacteriana de la miel de nueve especies de abejas sin aguijón (Meliponini) de Guatemala. Dardón MJ. & Enríquez E. Interciencia, 2008, 33(12), 916-922.[7]
- The number of familias of Triatoma dimidiata in a Guatemalan house. S. Melgar, JJ Chavez, P. Landaverde, F. Herrera, A. Rodas, E. Enríquez, P. Dorn & Carlota Monroy. Mem Inst Oswaldo Cruz, Río de Janeiro, 2007, 102(2), 221-223. https://doi.org/10.1590/S0074-02762007005000001
- Composition of stingless bee honey: setting quality standards. Souza BA, Roubik DW, Barth OM, Heard T, Enriquez E, Carvalho CAL, Marchini LC, Villas-Bôas J, Locatelli JC, Persano Oddo L, Almeida-Muradian LB , Bogdanov S. Interciencia, 2006, 31(12), 867-875 pp.[7]
- Necesidad del control de calidad de la miel de abejas sin aguijón. P. Vit, E. Enríquez, M. Barth, A. Matsuda, L. Almeida-Muradian. MedULA revista de la Facultad de Medicina, Universidad de los Andes., 2006, 15(2), 89-95 pp.[8]
- Quality standards for medicinal uses of meliponinae honey in Guatemala, México and Venezuela. Vit P, Medina M, Enríquez E. Bee World, 2004, 85 (1), 2-5. https://doi.org/10.1080/0005772X.2004.11099603
- Habitats, dispersion and invasión of sylvatic Triatoma dimidiata (Hemiptera: Reduviidae: Triatominae) in Petén, Guatemala. Monroy C, Bustamante D, Rodas A, Rosales R, Enríquez E. J. Med. Entomol, 2003, 40(6), 800-806. https://doi.org/10.1603/0022-2585-40.6.800

### Revistas locales
- Impacto de la colección de abejas nativas de Guatemala, luego de 14 años de su conformación. Enríquez, E. y R. Ayala. Revista Ciencia y Conservación, 2014, 4 (2013-2014).[9]
- La colección de abejas nativas de Guatemala. Enríquez. E. Revista de investigación y extensión “Ciencia y Conservación” del Centro de Estudios Conservacionistas –CECON-, 2011.[9]
- Importancia de la meliponicultura en las áreas protegidas universitarias. Enríquez E. Revista de investigación y extensión “Ciencia y Conservación” del Centro de Estudios Conservacionistas –CECON-, 2010.[9]
- Caracterización de la miel de Meliponinos de distintas regiones biogeográficas de Guatemala. E. Enríquez & MJ. Dardón. Revista “Resúmenes proyectos de investigación, Digi 2007, Area Técnica y Científico asistencial”. Dirección General de Investigación, USAC. 92 pp.[10]
- Iniciando una base de datos para proponer estándares de calidad de mieles de abejas sin aguijón. Vit P, Almeida-Muradian LB, Hitomi Matsuda A, Enríquez E, Barth OM. Repositorio Institucional Universidad de Los Andes, 2006.[11]
- Conocimiento tradicional acerca de la biología y manejo de las abejas nativas sin aguijón en Chiquimula. E. Enríquez, C. Yurrita, C. Aldana, J. Ochenta, R. Jáuregui, P. Chau. Revista Agricultura, 2005, 69, 27-30.[10]
- Comparación de Frecuencias génicas en dos generaciones de Triatoma dimidiata, utilizando técnicas de genética molecular RAPDS-PDR. C. Monroy, J.J.Chavez, S. Melgar, A. Rodas, S.Bor, R. Rosales, E. Enríquez, P. Dorn. Edición Especial, Revista Científica del IIQB, USAC.,  2002, 37.[3]
- Relaciones parentales de Triatoma dimidiata en una vivienda de el cuje, Pueblo Nuevo Viñas, Santa Rosa. C. Monroy, J.J.Chavez, M. E. Morales, P. Landaverde, A. Rodas, E. Enríquez, S.Bor, S. Melgar. en Edición Especial, Revista Científica del IIQB, USAC.,  2002, 37.[3]
- Diferenciación morfométrica de poblaciones de época lluviosa y de época seca de Triatoma dimidiata (Hemiptera: Reduviidae: Triatominae), en dos áreas de Guatemala. D. Bustamante, C. Monroy, A. Rodas, M.Menes, R. Rosales, E. Enríquez. Edición Especial, Revista Científica del IIQB, USAC.,  2002, 37.[3]
- Movimientos poblacionales de Triatoma dimidiata (Hemiptera:Reduviidae: Triatominae) silvestre durante un año. C. Monroy, A. Rodas, D. Bustamante, E. Enríquez, R. Rosales, J.J. Chávez, S. Bor. Edición Especial, Revista Científica del IIQB, USAC.,  2002, 37.[3]
- Comparación de frecuencias génicas en dos generaciones de Triatoma dimidiata, utilizando técnicas de genética molecular Rapds-PCR. C, Monroy; A, Rodas; S, Melgar ; R, Rosales ; J, Chavez ; E, Enríquez. Universidad de San Carlos de Guatemala, Sistema Universitario de Investigación, Dirección General de Investigación. Editorial DIGI., 2001, 29. 150 ejemplares.[10]

### Capítulos de libros
- Enríquez E., y R. Ayala. 2015. Familia Apidae. Pag. 182 -185. En: Insectos de Guatemala: guía de identificación. Joshimoto J., E. Cano, S. Orellana (Eds). Fundación pronatura, Universidad del Valle de Guatemala y Museo de Historia Natural.[12]
- Enríquez E. 2015. Manejo de abejas nativas sin aguijón de Guatemala. 57-66 pp. En: Manejo de las abejas sin aguijón en Mesoamérica (Eds. Guzmán M. & R. Vandame). Colegio de la Frontera Sur, México. 77 pp.[13]
- Dardón MJ., C. Maldonado & E. Enríquez. 2013. “The Pot Honey of the Guatemalan Bees”. En P. Vit (Ed) “Pot Honey: A legacy of stingless bees”. https://doi.org/10.1007/978-1-4614-4960-7_28
- E. Enríquez, CL Yurrita, R. Ayala, A. Marroquín y T. Griswold. 2012. Diversidad de abejas silvestres (Hymenoptera: Apoidea) de Guatemala. En: E. Cano (Ed). Biodiversidad de Guatemala. Volumen II.[3]

## Difusión científica
- D. Escobar, V. Contreras, N. Escobedo, E. Enríquez. 2018. “La importancia y manejo de abejas urbanas de Guatemala”. Libro de difusión. En prensa. ISBN 978-9929-570-14-6. 69 Pp.
- D. Cruz., N. Escobedo y E. Enríquez. 2018. Libro de difusión “Abejas solitarias”. Libro de difusión. 22 Pp. ISBN 978-9929-570-13-9.
- E. Enríquez, C.L. Yurrita, M.J. Dardón, G. Armas, M. Vásquez, N. Escobedo. 2014. Manual titulado “Biología y Reproducción de abejas nativas sin agujón”. 2ed. Centro de Estudios Conservacionistas, USAC.
- E. Enríquez & C. Maldonado-Aguilera. 2008. Libro “Miel de abejas nativas de Guatemala”. Dirección General de Investigación -DIGI-, USAC & LENAP, Facultad de Ciencias Químicas y Farmacia, USAC.  26 pp.